# Papa Marco
Marco (Roma, ... – Roma, 7 ottobre 336) è stato il 34º vescovo di Roma e papa della Chiesa cattolica, che lo venera come santo. Fu papa per breve tempo, dal 18 gennaio 336 fino alla sua morte.

## Biografia
Il Liber pontificalis riportava che era romano, e che il nome di suo padre era Prisco. 
Secondo Eusebio di Cesarea, la lettera di Costantino il Grande che convocava un concilio episcopale per discutere sulla disputa donatista era diretta a Papa Milziade e a un certo Marco (Eusebio, Historia Ecclesiastica, X, V). Questo Marco, evidentemente un membro del clero romano, presbitero o diacono, forse era proprio il futuro papa. La data dell'elezione di Marco (18 gennaio 336) si trova nel "Catalogo Liberiano" dei papi ed è, quindi, storicamente certa; così il giorno della sua morte (7 ottobre), che è registrato nella Depositio episcoporum della Cronografia di Filocalo, la cui prima edizione apparve proprio nel 336, mentre assolutamente inattendibili appaiono i dati del Liber Pontificalis circa la durata del suo pontificato, attribuendo a Marco due anni, otto mesi e venti giorni sul soglio di Pietro. Così come non è affatto veritiera la notizia circa l'ordinazione di venticinque presbiteri, sei diaconi e ventisette vescovi che Marco avrebbe effettuato nel dicembre di due anni consecutivi. Riguardo ad un interessamento del papa alla questione ariana che stava così violentemente investendo la Chiesa orientale non è stato detto nulla. Una sua presunta lettera a Sant'Atanasio di Alessandria è un falso successivo.
L'autore del Liber Pontificalis gli attribuisce anche la paternità di due costituzioni. Secondo una di queste, egli investì il vescovo di Ostia col pallio, e ordinò che questo vescovo consacrasse il vescovo di Roma. Da una testimonianza di Sant'Agostino d'Ippona (Breviarium Collationis, III, 16) si può evincere, comunque, che, verso la fine del IV secolo, i vescovi di Ostia consacravano regolarmente il nuovo papa. È possibile che Marco abbia confermato questo privilegio con una costituzione, ma ciò non preclude il fatto che i vescovi di Ostia, precedentemente, non fossero soliti ungere il nuovo papa. Per la concessione del pallio, il periodo non può essere stabilito da fonti del IV secolo, dato che le testimonianze più antiche che mostrano questa insegna risalgono al V e VI secolo, e lo scritto più antico che menziona un papa che concede il pallio risale al VI secolo.
Il Liber Pontificalis riporta ancora di Marco: Et constitutum de omni ecclesia ordinavit; ma non si sa a quale costituzione si riferisca. L'autore della stessa opera gli attribuì anche la costruzione di due basiliche. Una di queste fu costruita all'interno della città nella regione juxta Pallacinis ed è l'attuale Basilica di San Marco Evangelista al Campidoglio, che deve la sua attuale architettura esterna a modifiche successive. Essa veniva ricordata, nel V secolo, come chiesa de titulo romana, pertanto la sua fondazione può, senza difficoltà, essere attribuita a San Marco. L'altra era fuori della città, una chiesa cimiteriale che il papa fece costruire sulle catacombe di Balbina, tra la Via Appia e la Via Ardeatina. Il papa ottenne in dono dall'Imperatore Costantino terre ed arredi liturgici per ambedue le basiliche.
In un antico manoscritto è conservato un poema lodatorio (il cui testo è sfortunatamente incompleto), che, secondo Giovanni Battista de Rossi, papa Damaso I compose in onore di San Marco; Louis Duchesne, tuttavia, non accettava questa ipotesi poiché i contenuti del poema sono di natura completamente generale, senza alcuna particolare citazione dalla vita di Papa Marco.
Marco morì di morte naturale e fu sepolto nelle catacombe di Balbina, dove aveva fatto costruire la chiesa cimiteriale.

## Culto

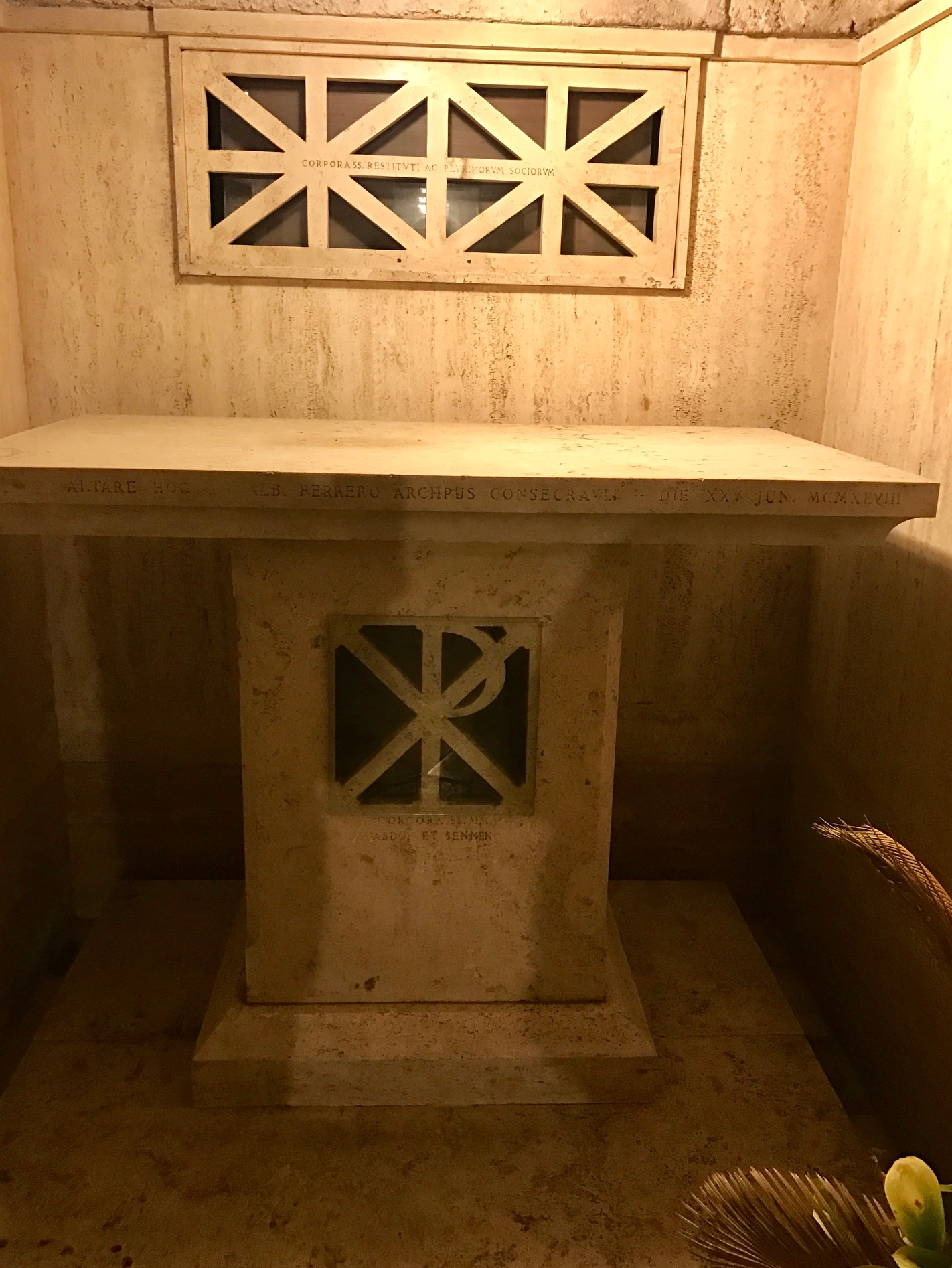
Tomba di papa Marco nella basilica di San Marco Evangelista al Campidoglio

La sua tomba è espressamente indicata dagli itinerari del VII secolo. Nel 1048 le reliquie furono traslate a Velletri e poi, nel 1145, nella Basilica di San Marco Evangelista al Campidoglio, dove giace sotto l'altare maggiore. La testa tuttavia è stata rimossa dal corpo e successivamente, nel 1381, tumulata in un tabernacolo a forma di mezzobusto finemente realizzato in bronzo dorato; quindi fu affidata al reliquiario dell'Abbazia di San Salvatore. La presenza secolare di tale reliquia nell'abbazia ha reso il santo patrono dell'omonimo paese di Abbadia San Salvatore, in provincia di Siena, dove gli abitanti festeggiano erroneamente il loro protettore il 19 settembre.
La sua memoria liturgica ricorre il 7 ottobre.
Dal Martirologio Romano (ed. 2004):